# Milk and Honey
Milk and Honey es el octavo y último álbum de estudio del músico británico John Lennon y completada por su esposa Yōko Ono, lanzado al mercado el 27 de enero 1984 a través de EMI Records. Este trabajo tuvo mucho mayor impacto comercial que su antecesor Double Fantasy lanzado en 1980.
De igual forma, supone el primer álbum póstumo con nuevas composiciones de Lennon, grabadas durante los últimos meses de su vida y en las sesiones de Double Fantasy. 
Milk and Honey era el proyecto de la pareja como sucesor de Double Fantasy, si bien la muerte de Lennon causaría el archivo temporal del material hasta que Yoko se vio capaz de completarlo.

## Origen del título y portada
Por décadas, circuló la versión de que el título del álbum, Milk and Honey, es una referencia a la relación sentimental entre John y Yoko, constituyendo una expresión que explicaba la diferencia de orígenes de cada uno. En efecto, la frase es conocida y se utiliza en Nueva York para definir a una pareja de origen blanco y asiático.
En una entrevista más reciente en 2010, Yoko Ono desmintió esa versión y aseguró que si bien el título fue una idea suya, éste en realidad hace referencia a su viaje a los Estados Unidos, "la tierra de leche y miel". "Pero también, en las Escrituras, la tierra de la leche y la miel es donde usted va después de su muerte, como una tierra prometida". Ono llegó a decir. "Así que es muy extraño que se me ocurriera ese título. Casi da miedo - como si alguien allá arriba me dijera que llamara Milk and Honey el próximo álbum"·
La foto de la portada del álbum fue obra del artista japonés Kishin Shinoyama. Se registró en una tarde de agosto de 1980 en el Central Park de Nueva York. Es una toma alternativa en color de la misma sesión de fotos producida para la portada de Double Fantasy.
Mientras tanto, la foto de presentación interior es de Allan Tannenbaum tomada el 26 de noviembre de 1980 donde John y Yoko filmaban una secuencia erótica en la Galería Sperone en Nueva York.

## Grabación
John Lennon y Yoko Ono grabaron entre ambos un total de 22 canciones nuevas durante las sesiones de Double Fantasy, en diez días, entre agosto y septiembre de 1980; de ellas, se destinaron 14 a ese álbum y las restantes se incluirían junto a otras en Milk and Honey en 1981.
Sin embargo, después de la muerte de Lennon, Ono archivó las cintas grabadas por casi tres años y se dispuso a volver a escribir nuevas canciones, desechando las tomas realizadas originalmente. Por lo tanto, en esta ocasión su material está compuesto de 6 grabaciones registradas durante los preparativos del álbum en 1983. En términos generales, sus composiciones le dan un toque más comercial y moderno al disco, mientras que las de Lennon tienen un sentimiento más informal. Inevitablemente, el foco central de las letras era el sentido de pérdida que tuvo después de la muerte de su marido. La calidad de las canciones de Ono sorprendió a muchos críticos, y tienen una frescura que a menudo carece en Double Fantasy.
Por otra parte, el material de Lennon procede (a excepción de una), de tomas de los ensayos inéditos realizados en agosto de 1980, en el estudio The Hit Factory de Nueva York, bajo la producción de Jack Douglas. Las canciones fueron compuestas entre junio y julio de 1980 en las islas Bermudas. Casi todas ellas incluyen breves introducciones o codas habladas de Lennon en ese estudio, las cuales no se editaron deliberadamente. 
Las canciones fueron grabadas de una forma simultánea mientras se iniciaba con las que se incorporaron en Double Fantasy. Las que fueron dejadas de lado de este disco (incluyendo las de Yoko), estaban originalmente planeadas para ser editadas en la primavera de 1981, cuando John pensaba realizar una gira mundial. 
Al respecto, en una entrevista televisiva con la serie Masters of Sound de Jim Ladd, en enero de 2010, Jack Douglas recordó: "John imaginaba una gran producción para su gira, en la cual incluiría canciones de The Beatles con nuevos arreglos".
Técnicamente, algunas de estas grabaciones no son la toma definitiva que deseaba Lennon para incluirse, finalmente, en el álbum. Incluso algunas de las canciones presentadas tampoco es probable que se incorporaran en Milk and Honey.

## Canciones de Lennon
"Nobody Told Me" y "I Don't Wanna Face It" son dos canciones compuestas en un principio para el álbum de Ringo Starr, Stop and Smell the Roses. A pesar de que Starr recibió una copia de ambos demos grabados en las Bermudas, tras la muerte de Lennon no se sintió con ánimos de grabar las canciones. "Nobody Told Me" sería el último gran éxito del músico, al entrar entre los diez primeros puestos de las listas de Estados Unidos y el Reino Unido. 
Por otro lado, dos éxitos menores son los sencillos "Borrowed Time". y "I'm Stepping Out", publicados entre marzo y julio de 1984.
"(Forgive Me) My Little Flower Princess" es una breve composición incompleta. La canción lanzada sería una referencia para grabaciones a futuro, permitiendo que Lennon la replanteara mejor. 
Finalmente, un sexto y último tema es "Grow Old With Me", el único que no registró en las sesiones. Es un demo grabado en la casa de la pareja en noviembre de 1980. Aunque se ensayó en algún momento en el estudio en septiembre de 1980, nunca se realizó una grabación definitiva.

## Recepción
De forma predecible, la reacción a la publicación de Milk and Honey fue menor que con la edición de Double Fantasy. Aun así, fue bien recibido por la crítica musical, y alcanzaría el puesto #3 en Gran Bretaña y el #11 en los Estados Unidos, donde sería certificado como disco de oro.

## Otras ediciones
Tras enojarse con David Geffen, cuyo sello discográfico Geffen Records había publicado inicialmente Double Fantasy, Ono firmaría con Polydor Records, encargada de publicar en un primer momento Milk and Honey. EMI, casa del catálogo musical completo de Lennon desde su etapa con The Beatles, adquiriría Milk and Honey a mediados de los 90. 
Jack Douglas, coproductor de Double Fantasy junto a Lennon y Ono, también participaría en las sesiones de Milk and Honey, aunque Yoko declinaría incluirlo en los créditos tras romper su relación profesional tras la muerte de Lennon.
En 2001, Yoko Ono supervisó la remezcla de Milk and Honey para la reedición, añadiendo tres temas adicionales, incluido un extracto de 22 minutos de la última entrevista concedida por John en la tarde del 8 de diciembre de 1980.

## Lista de canciones
Todas las canciones compuestas por John Lennon excepto donde se anota.
1. "I'm Stepping Out" - 4:06
2. "Sleepless Night" (Ono) - 2:34
3. "I Don't Wanna Face It" - 3:22
4. "Don't Be Scared" (Ono) - 2:45
5. "Nobody Told Me" - 3:34
6. "O'Sanity" (Ono) - 1:04
7. "Borrowed Time" - 4:29
8. "Your Hands" (Ono) - 3:04
9. "(Forgive Me) My Little Flower Princess" - 2:28
10. "Let Me Count the Ways" (Ono) - 2:17
11. "Grow Old With Me" - 3:07
12. "You're the One" (Ono) - 3:56
  - Tema dedicado para Lennon

Temas extra Edición 2001
1. "Every Man Has A Woman Who Loves Him" (Ono) - 3:19
2. "I'm Stepping Out" (home version) (Lennon) -  2:57
3. "I'm Moving On" (home version) (Ono) - 1:20
4. "Interview with John & Yoko, December 8th, 1980" - 21:55 
  - Extracto de la última entrevista concedida por John en la tarde del 8 de diciembre de 1980.

## Personal
- John Lennon - guitarras, teclados, vocales
- Yoko Ono - vocales
- John Tropea - guitarra
- Earl Slick - guitarra
- Howard Johnson - corno
- Jimmy Maelen - percusión
- Elliott Randall - guitarra
- Gordon Grody - vocales
- Billy Alessi - vocales
- Bobby Alessi - vocales
- Pete Cannarozzi - sintetizador
- Andy Newmark - batería
- Paul Griffin - batería
- Neil Jason - bajo
- Arthur Jenkins - percusión
- Tony Levin - bajo
- Steve Love - guitarra
- Hugh McCracken - guitarra
- Wayne Pedziwiatr - bajo
- George Small - teclados
- Peter Thom - vocales
- Ed Walsh - teclados
- Kurt Yahjian - vocales